# Catgirl
En catgirl (kattepige) er en fiktiv person i form af en pige eller kvinde med katteører, en kattehale eller andre katteagtige træk, om det så være sig permanent, ved lejlighedsvise forvandlinger eller som udklædning. Catgirls findes indenfor flere former for fiktion og især i japanske anime og manga, hvor de er mere almindeligt kendte som neko (猫, bogst. kat) eller nekomimi (猫耳, bogst. katteøre(r)).
Den ældst kendte omtale af catgirls stammer fra 1924, hvor den japanske børnebogsforfatter Kenji Miyazawa skabte 水仙月の四日 (den fjerde dag i pinseliljemåneden). Her optræder den første catgirl i nutidig forstand i form af en smuk kvinde med katteører. Den første anime med catgirls, The King’s Tail (Osama no Shippo), blev skabt i 1949 af Mitsuyo Seo. Catgirls opnåede yderligere popularitet i japanske medier, da mangaserien The Star of Cottonland (Wata no Kuni Hoshi) startede i 1978. I USA blev figuren Catwoman en del af DC Comics' Batman-univers i 1940, da der var behov for skurke, der for alvor kunne stå op mod hovedpersonen. Efterfølgende har catgirls optrådt i forskellige medier verden over.
Det mandlige modstykke til en catgirl er en catboy. De kendes fra flere manga- og animeserier.